# Sorry Bro (I Love You)
Sorry Bro (I Love You) é un singolo del cantante statunitense Dorian Electra, pubblicato il 19 maggio 2020, come primo singolo del secondo album in studio My Agenda.